# Xenillus lamellatus
Xenillus lamellatus är en kvalsterart som beskrevs av Rjabinin 1975. Xenillus lamellatus ingår i släktet Xenillus och familjen Xenillidae. Inga underarter finns listade i Catalogue of Life.